# Chilina fluminea
Chilina fluminea is een slakkensoort uit de familie van de Chilinidae. De wetenschappelijke naam van de soort is voor het eerst geldig gepubliceerd in 1811 door Maton.